# 南斯拉夫抵抗運動
南斯拉夫抵抗运动是第二次世界大戰地中海、中東及非洲戰場裡，軸心國成員國在入侵南斯拉夫之戰之後在佔領區的遭遇的反抗戰事，是廣義上第二次世界大战抵抗运动的一部份。抵抗運動力量最初是分為兩支遊擊隊：由南斯拉夫共产党領導的南斯拉夫遊擊隊和保皇派的塞爾維亞遊擊隊（官方稱為南斯拉夫祖國軍），當時保皇派正在通敵轉向軸心國及失去國際上作為抵抗運動的支持。
經過初期簡單的合作階段後，雙方很快就開始互相戰鬥。最終塞爾維亞遊擊隊基本上結束了與南斯拉夫遊擊隊合作與佔領軍交戰，及開始與軸心國合作攻擊鐵托的部隊，和接受不斷增加的補給援助（特別是從義大利王國）。

## 背景
1941年4月6日南斯拉夫王國遭到來自各方的軸心國成員國之入侵，南斯拉夫戰役开始，主要是納粹德國的部隊，而且還有義大利、匈牙利和保加利亞軍隊。在入侵期間，貝爾格勒遭受德國空軍轟炸。入侵持續超過10天，最後結果是南斯拉夫皇家軍隊在4月17日無條件投降。除了與德意志國防軍在裝備上無力相比外，南斯拉夫軍隊試圖防衛所有的邊界，但卻只能分到有限的資源。另外，一些南斯拉夫師團拒絕進行戰鬥。相反的他們視德軍為把他們從塞族壓迫的解放者來歡迎，因此南斯拉夫對入侵者的抵抗很快崩潰。 
主要的原因是，國內沒有一個少數民族（斯洛文尼亞、克羅地亞和馬其頓人）準備為捍衛由塞爾維亞人領導的南斯拉夫而戰鬥。唯一有效抵抗來自在塞爾維亞境內由塞爾維亞人自己組成的部隊。塞爾維亞總參謀部認為，南斯拉夫作為一個“大塞爾維亞”的問題上，是在一種或另一種方式下由塞爾維亞人領導。在入侵前夕，南斯拉夫共有165名現役將領，在這些人當中只有4名不是塞族人。
投降的條件極為苛刻，軸心國對南斯拉夫進行肢解。德國佔領了斯洛文尼亞北部，同時保持直接佔領了塞爾維亞的中部和對新建立的傀儡國有相當的影響力，克羅地亞獨立國得到了今天克羅地亞全境之大部分及現今波斯尼亞和黑塞哥維那領土。墨索里尼領導的義大利王國獲得剩餘的斯洛文尼亞、科索沃和大片的達爾馬提亞沿海地區（連同幾乎所有的亞得里亞群島）。它還獲得了新成立的蒙特內哥羅控制權，並獲得克羅埃西亞獨立國的王位，雖然沒有真正的行使權力。匈牙利派遣第3軍團佔領在塞爾維亞北部的佛伊弗迪納，後來又強行吞併部分巴拉尼亞、巴奇卡、梅吉穆列縣和普雷克穆爾基。同時保加利亞王國佔領了科索沃東部和鄰近今日北馬其頓全境。
在1943年義大利投降後，所有原本由其管理的土地被置於納粹德國或克羅地亞獨立國控制之下，這包括科索沃（阿爾巴尼亞）、蒙特內哥羅，克羅地亞只奪回少許達爾馬提亞。
軸心國領土吞併和南斯拉夫的解體本身，並不受到同盟國的承認，他們繼續承認流亡的南斯拉夫王國政府及後來新成立的南斯拉夫社會主義聯邦共和國，它們都不被任何現代國家或聯合國考慮為具有法律效力的國家。

## 抵抗運動

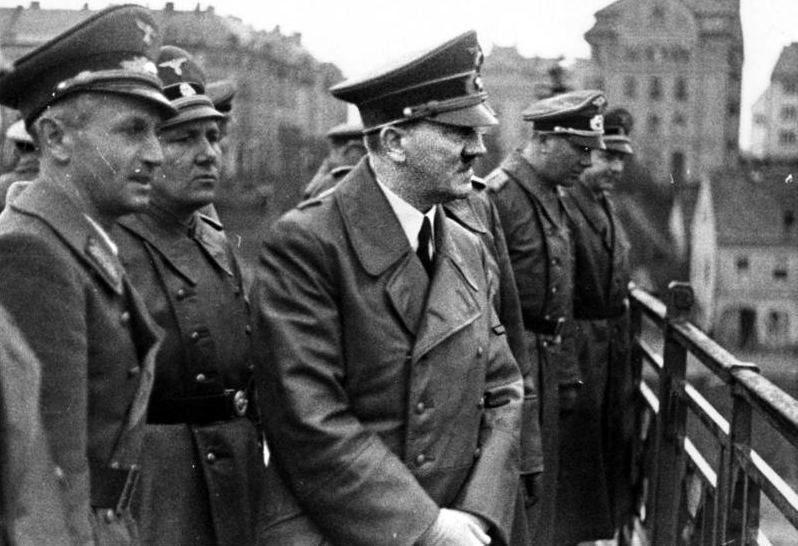
1941年在南斯拉夫馬里博爾的阿道夫·希特勒，後來他下令他的官員，“使這些土地再次成為德國的領土”。

南斯拉夫抵抗運動在南斯拉夫的教科書裡被稱為「南斯拉夫人民解放戰爭」。南斯拉夫抵抗運動力量基本上是南斯拉夫遊擊隊，與軸心國軍隊於第二次世界大戰中（1941年—1945年）在被佔領的南斯拉夫土地上進行的戰鬥。
從一開始南斯拉夫的抵抗力量分成兩個派系：
1. 南斯拉夫遊擊隊，是一個由共產黨領導的運動，宣傳容納泛南斯拉夫各派（“兄弟情誼和團結”），並容納南斯拉夫政治上共和派人士、左翼人士和自由解放的要素。
2. 塞爾維亞遊擊隊，一個保守的保皇黨和民族主義派別，得到被佔領的南斯拉夫內幾乎全部塞爾維亞人的支持。塞爾維亞遊擊隊最初得到西方盟國的承認，而南斯拉夫遊擊隊就得到蘇聯的支持，但在1943年的德黑蘭會議上才替代塞爾維亞遊擊隊得到同盟國的普遍承認。在這次會議後，塞爾維亞遊擊隊跟軸心國的合作程度大大增加。

南斯拉夫遊擊隊（官方正式名稱是南斯拉夫人民解放軍及遊擊隊），由約瑟普·布羅茲·狄托元師指揮，主要是抗擊納粹德國、義大利、匈牙利、保加利亞和國內的通敵者。他們依靠一批從西班牙內戰中獲得豐富作戰經驗的戰士練兵，並在社會主義者思想下贏得不同國家的支持，他們在鬥爭中逐步獲得同盟國和南斯拉夫流亡政府承認為合法的南斯拉夫解放力量。該運動令他們成為在被佔領的歐洲下最大的抵抗力量，共800,000人部隊編為4個方面軍，最終南斯拉夫游擊隊擊敗所有反對者成為新成立的南斯拉夫民主聯邦（後來的南斯拉夫社會主義聯邦共和國）的官方軍隊。
雖然馬其頓遊擊隊的活動成為南斯拉夫抵抗運動之一部分，但馬其頓的特殊情況（由於當地共產黨人強烈的自治傾向）導致建立了一支獨立的軍隊稱為馬其頓人民解放軍並參與馬其頓民族解放戰爭。到1944年馬其頓人和塞爾維亞人在塞爾維亞南部取得了聯繫，形成了聯合指揮，因而使馬其頓游擊隊直接受約瑟普·布羅茲·狄托元帥指揮。馬其頓共產黨的自治傾向，其中主要在第二次世界大戰期間，終於在1945年的第二屆馬其頓民族解放反法西斯大會大會上被解決了。
保皇黨的塞爾維亞遊擊隊（正式名稱是南斯拉夫祖國軍），由德拉查·米哈伊洛維奇指揮，主要由是從分散的南斯拉夫皇家軍隊殘餘組成，獲得塞族壓倒性的支持。塞爾維亞遊擊隊在德軍入侵南斯拉夫和政府在1941年4月17日投降後不久成立。最初塞爾維亞遊擊隊是被南斯拉夫流亡政府和同盟國唯一承認的抵抗運動組織。南斯拉夫游擊隊曾試圖在衝突早期與塞爾維亞遊擊隊合作，但這合作關係很快土崩瓦解。在毫無結果的談判後，塞爾維亞遊擊隊領導人「米哈伊洛維奇」將軍，轉而將南斯拉夫游擊隊當作自己的主要敵人。據他說，原因是人道主義：防止德軍向塞爾維亞人報復。不過這並沒有令南斯拉夫遊擊隊的抵抗活動中止，塞爾維亞遊擊隊單位在1941年11月攻擊南斯拉夫游擊隊，而越來越多地接受德國和義大利人之補給和合作。英國聯絡米哈伊洛維奇告知倫敦將在烏日採攻擊（見第一次反南斯拉夫游擊隊攻勢）後停止供應，但英國在攻擊後繼續這樣做。

### 早期之抵抗
軸心國入侵蘇聯的巴巴羅薩行動在1941年6月22日開始發動。同日南斯拉夫遊擊隊便組成了第1錫薩克遊擊支隊，是在歐洲第一支武裝抵抗單位。成立於克羅埃西亞錫薩克附近的布賴左威查森林，其成立標誌著在佔領的南斯拉夫內反軸心國抵抗的開始。 
在隨後的幾個星期各個與解放運動有或多或少連繫的軍事組織都在南斯拉夫各個地區與軸心國部隊爆發了武裝對抗。南斯拉夫共產黨決定在1941年7月4日正式發動武裝起義，該日後來被標記為「戰士節」是南斯拉夫社會主義聯邦共和國的公眾假期之一 。日基察·約萬諾維奇在1941年7月7日於該戰役中發射了第一槍，這一天亦是塞爾維亞社會主義共和國（南斯拉夫社會主義聯邦共和國其中一個加盟共和國）的國慶日。
1941年8月10日在一個名叫斯塔努洛维奇的山區村落，南斯拉夫遊擊隊組成了科帕奧尼克遊擊隊支隊總部。他們解放區，包括附近的村莊，最初在南斯拉夫被稱為“礦工共和國”，並存在了42天。抵抗運動戰士稍後正式加入南斯拉夫遊擊隊。1941年12月22日南斯拉夫遊擊隊組成了第一無產階級突擊旅（1. Proleterska Udarna Brigada），是南斯拉夫遊擊隊第一個正規軍事單位，能對該區以外之地方採取軍事行動。12月22日成為“南斯拉夫人民軍日”。1942年遊擊隊分隊正式併入南斯拉夫人民解放軍及遊擊隊支隊（NOV i POJ）。 
塞爾維亞遊擊隊是在南斯拉夫皇家軍隊投降後，由一些剩餘的南斯拉夫士兵編成。這支部隊由德拉查·米哈伊洛維奇陸軍上校在塞爾維亞西部戈瓦組成。然而不同於南斯拉夫遊擊隊，米哈伊洛維奇的部隊成員幾乎完全是清一色的塞爾維亞人。他指示他的部隊武裝自己，並等待他的命令作最後攻擊。米哈伊洛維奇避免直接採取行動攻擊軸心國部隊，他判斷這在戰略重要性是不高的。
最初塞爾維亞遊擊隊得到西方盟國的支持，直至1943年的德黑蘭會議。在1942年時代週刊精選了一篇文章以稱讚米哈伊洛維奇所領導塞爾維亞遊擊隊的“成功”，並預言他是在納粹佔領下的歐洲唯一的自由防守者。塞爾維亞遊擊隊也得到被救援的幾個被擊落之盟軍飛行員的讚許。然而狄托的游擊隊在這一時期更積極地與德軍戰鬥。狄托和米哈伊洛維奇曾被希特勒懸紅10萬元以取他們的頭顱。雖然在“正式”上與德軍和烏斯塔沙是不共戴天的敵人，但塞爾維亞遊擊隊卻遣使與義大利和其他佔領軍和軸心國陣營部隊作秘密交易。

### 軸心國的反應

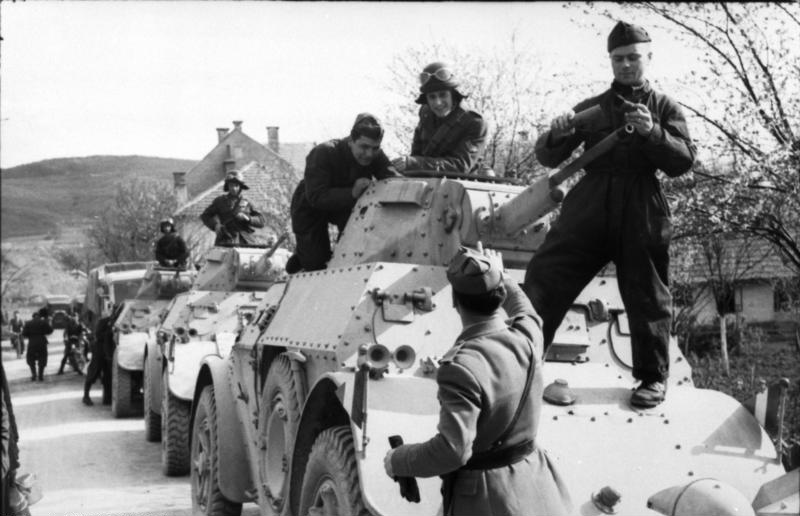
在巴爾幹的義大利裝甲車

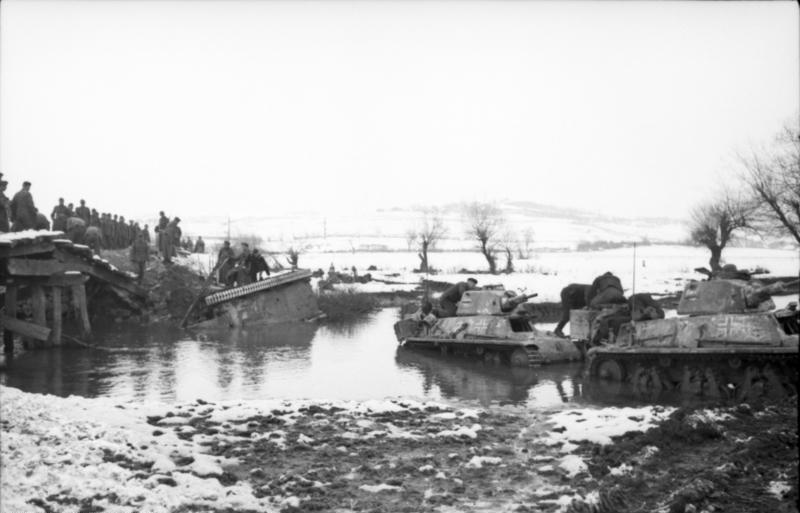
德軍利用法國製造的H39坦克渡河

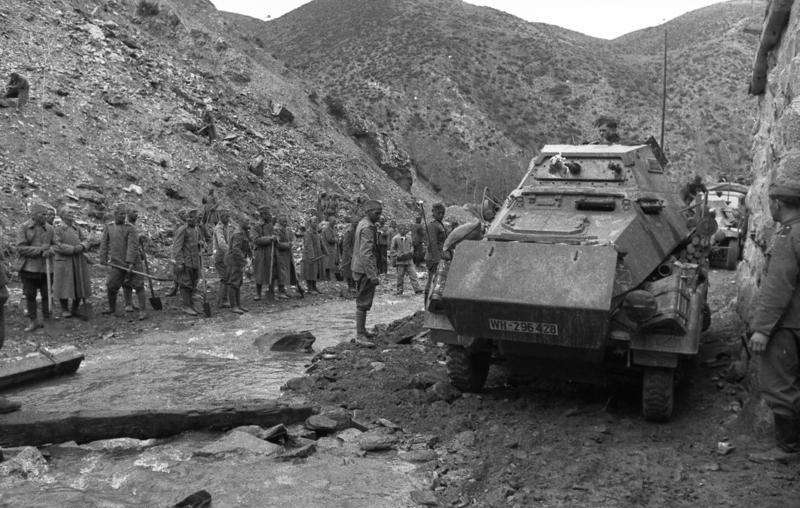
保加利亞士兵與一輛德製裝甲車

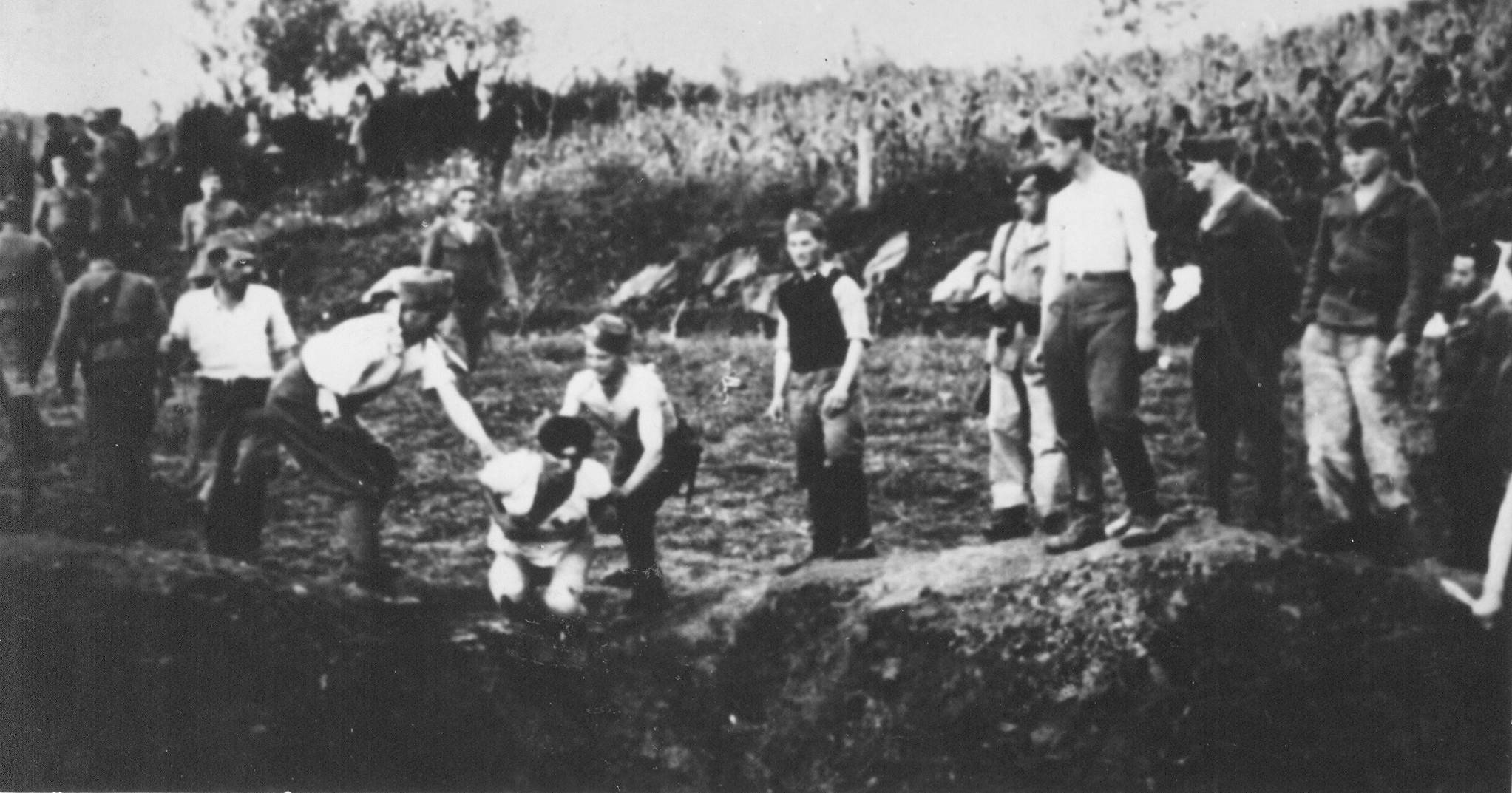
烏斯塔沙民兵正處決戰俘

南斯拉夫遊擊隊使用日益成功的遊擊戰術以對付軸心國佔領軍和其在當地的通敵者、塞爾維亞救國政府、烏斯塔沙控制的克羅埃西亞獨立國及塞爾維亞遊擊隊（他們亦被認為認為通敵者）。他們逐漸取得更多成功和來自一般民眾的支持，並成功地控制大片南斯拉夫領土。人民委員會被組成以作為被南斯拉夫遊擊隊解放的地區的民選政府。在一些地區甚至設立一些軍火工業。
但是開始時，南斯拉夫遊擊隊力量相對較小，裝備較差，也沒有任何基礎設施。但是他們相對於其他在前南斯拉夫的軍事和準軍事組織有兩個主要優勢：第一個和最直接的好處是擁有一批人數需少但從西班牙內戰中獲得豐富經驗的退伍軍人。不像其他一些軍事和準軍事單位，這些退伍軍人有豐富的現代戰爭經驗，這與第二次世界大戰中的南斯拉夫相當類似。其他主要優勢，特別是在戰爭後期變得更加明顯，是南斯拉夫遊擊隊是重視意識形態而不是民族。因此他們可以期望幾乎在這個國家的任何一個角落至少獲得一定水平的支持，而不像其他準軍事組織限於克族或塞族佔多數的領土。這使他們的單位有更多的機動性，更多的移動，有更大的潛力招募新兵以提高他們的聲望。 
但是軸心國相當了解南斯拉夫游擊隊的威脅，其中1941年8月因克羅地亞獨立國西部的游擊隊威脅上升，意大利重新出兵進駐先前撤出的克羅地亞獨立國西部（意大利勢力範圍）。他們試圖發動一系列小型攻勢以摧毀它們。同時還有7次主要的反南斯拉夫遊擊隊攻勢以專門針對消滅所有南斯拉夫遊擊隊。這些重大的攻勢通常是由德國國防軍和武裝親衛隊、義大利、塞爾維亞遊擊隊、克羅埃西亞獨立國、塞爾維亞救國政府、保加利亞王國和匈牙利王國之聯合部隊實施。主要攻勢包括兩次大規模的行動：白色行動和黑色行動又稱為第四次攻勢（雷特瓦戰役）和第5次攻勢（蘇積斯卡河戰役）。
一個獨特情況是，使用空中力量以支持軸心國在地面上的部隊，其中克羅埃西亞獨立國空軍Zrakoplovstvo Nezavisne Države Hrvatske（ZNDH）提供主要的空中支援。 
在整個1941年克羅埃西亞獨立國空軍進行多次航空作戰，以支援地面部隊有限規模的行動，以攻擊南斯拉夫遊擊隊尤其是在波斯尼亞東西部，以及克羅埃西亞人使用雙翼的寶璣-19和包臺斯-25戰鬥機。至9月克羅埃西亞獨立國空軍使用更大型飛機的轟炸南斯拉夫遊擊隊和其領土。亦使用手提相機進行目視偵察飛行。空中偵察令克羅埃西亞軍隊獲得至關重要有關南斯拉夫遊擊隊行動、位置和其控制區域一般情況的資料。這是極為重要，因為克羅埃西亞軍隊缺乏無線電設備。輕型飛機經常被用來進行聯絡任務，特別是連絡周圍的克羅埃西亞駐軍和傳遞更高的命令。軍隊往往要求提供一或兩架飛機給一些特別單位以密切配合地面部隊行動
在10月和11月寒冷的天氣限制了在南斯拉夫戰線的空中活動。南斯拉夫遊擊隊的行動蔓延到塞爾維亞東部地區和一些以薩拉熱窩機場為基地的空軍中隊使他們出現在波斯尼亞-塞爾維亞邊境地區。南斯拉夫遊擊隊試圖鞏固和擴大在南斯拉夫東部的控制區，他們已經在1941年秋季解放了這些地區。。
在1942年與南斯拉夫遊擊隊的戰鬥更加劇。遊擊隊不僅解放了南斯拉夫東部大片領土，而且鼓勵全國各地發動叛亂。德國、義大利和克羅埃西亞獨立國政府意識到這個危險，他們使用一切手段消滅遊擊隊。他們計劃了數次大規模的行動以達致這一目的，而空中支援在行動中扮演了十分重要的角色。 
另外運輸機和轟炸機由德國及從前南斯拉夫被俘的提供給克羅埃西亞獨立國空軍，其中包括11架Do 17轟炸機、8架布里斯托爾·布倫海姆轟炸機和1架卡普羅尼Ca.310轟炸機、15架瑞高傑斯克戰鬥機和11架瑞高傑斯克R-100攻擊機，這是一種裝有可攜帶100 公斤炸彈的攻擊機 。
這些增援到來剛好可參與德軍在波斯尼亞東部對南斯拉夫遊擊隊更大規模的攻勢。起初義大利皇家空軍亦參加了這次行動，但不幸的是，一架義大利轟炸機錯誤攻擊在弗拉塞尼察附近之德軍，德軍指揮部因此命令指派克羅埃西亞獨立國空軍負責為整個地面部隊提供空中支援。在這個時候沒有大量的德國空軍駐紮在南斯拉夫。 
除了不間斷的轟炸任務外，包臺斯-25和寶璣-19飛機也可用於向被包圍在羅加蒂察的克羅埃西亞軍隊進行日常補給。它們冒著炮火在一個小型的簡易草地跑道降落，卸下彈藥和其他物資，同時保持其發動機運行和盡快起飛。
大部分任務是由以薩拉熱窩為基地的第2和第3中隊實施，這是當時最強大的行動基地。在那個時候，薩格勒布空軍基地主要是從事攻擊以西斯拉沃尼亞和波斯尼亞為據點的遊擊隊。
10架新的卡普羅尼Ca.311轟炸機連續攻擊遊擊隊據點。他們由第3中隊（薩格勒布）和第7中隊（拉伊洛瓦茨）。在9月至10月第8中隊的布里斯托爾·布倫海姆轟炸機和第3及第9中隊的Do 17轟炸機被廣泛用來攻擊在比哈奇、布戈伊諾、利夫諾、杜夫诺和波斯尼亞的遊擊隊據點。他們不僅進行偵察飛行和和轟炸遊擊隊的任務，也深入遊擊隊控制下的領土及襲擊鐵路車站、道路交通，農業和糧食倉庫。 
南斯拉夫遊擊隊意識到克羅埃西亞獨立國空軍的行動對他們做成很大的威脅，因而不斷努力改善他們依賴機槍的防空力量。
1942年12月克羅埃西亞空軍軍團（HZL）的轟炸機中隊由東部戰線調回克羅埃西亞。當9架Do 17Z轟炸機從蘇聯返回到克羅埃西亞後軍團的轟炸機中隊被重編為第1轟炸機聯隊。Do 17轟炸機被證明了是軸心國在南斯拉夫戰線上對付南斯拉夫遊擊隊的一種有效武器直至1944年底。
1943年開始時軸心國部隊已完全控制南斯拉夫戰線的領空。沒有預期有任何形式的反擊在空中出現，這是轟炸機部隊可以在沒有任何戰鬥機護航進行作戰的首要原因，儘管克羅埃西亞獨立國空軍缺乏強大的戰鬥機部隊。但是這種情況在1943年開始時出現改變了。 
南斯拉夫的抵抗組織除了一些較小的地區，將其設立的大型解放區沿薩格勒布和里耶卡的城市方法擴大至雷特瓦河西部和波斯納。南斯拉夫遊擊隊已發展更強大、兵力超過60,000人並成稱為“狄托的國家”，他們都是受過良好的訓練和得到炮火支援。1943年1月20日，駐南斯拉夫德軍總部發動進攻的代號為“白色行動”目的是收復失去的領土。這次行動得到德國空軍、義大利皇家空軍及克羅埃西亞獨立國空軍的飛機支援。從薩拉熱窩起飛的第2及第3中隊和由巴尼亞盧卡來的第6中隊參與轟炸以及投下傳單張的任務。 
在白色行動後巴尼亞盧卡空軍基地得到新成立的第5中隊的增援。克羅埃西亞獨立國空軍現在擁有3個空軍基地和6個聯隊和14個中隊。1943年期間新飛機陸續抵達，包括30架經過大修從德國飛來的Do 17E轟炸機，它們被分派至第3中隊（薩格勒布），以及第13和第15中隊（巴尼亞盧卡）。從義大利到來的34架長程Bücker Bü 131和25架Saiman 200輕型雙座訓練機，它們被分派至所有三個空軍基地。 
雖然克羅埃西亞獨立國空軍在隨後的反游擊戰的進攻中只扮演了簡單的角色，包括在1943年中的黑色行動，其主要參與在克羅埃西地亞中部戰線的行動。與往常一樣，南斯拉夫遊擊隊的抵抗顯示出生存性和有效性，並開始進行新的行動以影響在南斯拉夫的戰局。 
南斯拉夫遊擊隊已清楚地意識到克羅埃西亞獨立國空軍的中型轟炸機部隊不斷空襲所造成的威脅。1943年8月10日由薩拉熱窩的拉伊洛瓦茨機場飛來的一個旅進行了一次毀滅性的夜間襲擊，3個半小時的襲擊，克羅埃西亞獨立國空軍有10架轟炸機被擊落，另外還有5架德國空軍的轟炸機和運輸機被摧毀，另有17架飛機受傷。雖然一些機組人員利用飛機上的機槍還擊從，南斯拉夫遊擊隊只損失少於20架起機。此後克羅埃西亞獨立國空軍司令部抱怨說，德軍命令在發生空襲時把飛機分散至各地的機場周邊地區，使飛機尤其容易受到這種類型的地面攻擊。
在南斯拉夫歷史學家確定了7個軸心國行動為有編號的反南斯拉夫遊擊隊攻勢：
1. 第一次反南斯拉夫遊擊隊攻勢（第1次敵人進攻），是軸心國在1941年秋季對烏日採共和國的攻擊，這是一片由南斯拉夫遊擊隊在塞爾維亞西部所建立的一片解放領土。1941年11月德軍攻擊和重新佔領這片領土，大多數南斯拉夫遊擊隊逃往波斯尼亞。正是在這一攻勢，南斯拉夫遊擊隊和保皇黨的塞爾維亞遊擊隊之間脆弱的協作關係破裂，公開敵視對方。
2. 第二次反南斯拉夫遊擊隊攻勢（第2次敵人進攻），是在1942年1月由軸心國部隊對在波斯尼亞東部對南斯拉夫遊擊隊所作的協同攻擊。南斯拉夫遊擊隊為避免再次被包圍並被迫撤退至薩拉熱窩附近的伊格曼山區。
3. 第三次反南斯拉夫遊擊隊攻勢（第3次敵人進攻），是在1942年春季對在波斯尼亞東部、蒙的內哥羅、桑扎克和赫塞哥維納的南斯拉夫遊擊隊之進攻。德軍稱此次是代號為三重奏行動，但南斯拉夫遊擊隊在行動結束時再次及時逃出。有一些資料來源錯誤地稱這次行動為發生在1942年夏季的科扎拉戰役。
4. 第四次反南斯拉夫遊擊隊攻勢（第4次敵人進攻），也稱為雷特瓦戰役或白色行動，該戰役之戰場跨越波斯尼亞西部及黑塞哥維那北部，最終南斯拉夫遊擊隊撤退至雷特瓦河。該戰役發生在1943年1月至4月。
5. 第五次反南斯拉夫遊擊隊攻勢（第5次敵人進攻），也被稱為蘇積斯卡河戰役或黑色行動。這次行動是緊接著第4次進攻之後展開，於1943年5月至6月在波斯尼亞東南部及蒙的內哥羅北部包圍南斯拉夫遊擊隊。
6. 第六次反南斯拉夫遊擊隊攻勢（第6次敵人進攻），是在義大利投降後由德意志國防軍和烏斯塔沙進行的一系列行動，企圖確保亞得里亞海海岸。該攻勢在1943年秋季和冬季至1944年展開。
7. 第七次反南斯拉夫遊擊隊攻勢（第7次敵人進攻），是在1944年春季在波斯尼亞西部的最後攻擊行動，包括跳馬行動（飛躍騎士），未能成功地消滅約瑟普·布羅茲·狄托本人及南斯拉夫遊擊隊的領導屬。

### 同盟國支持的轉變

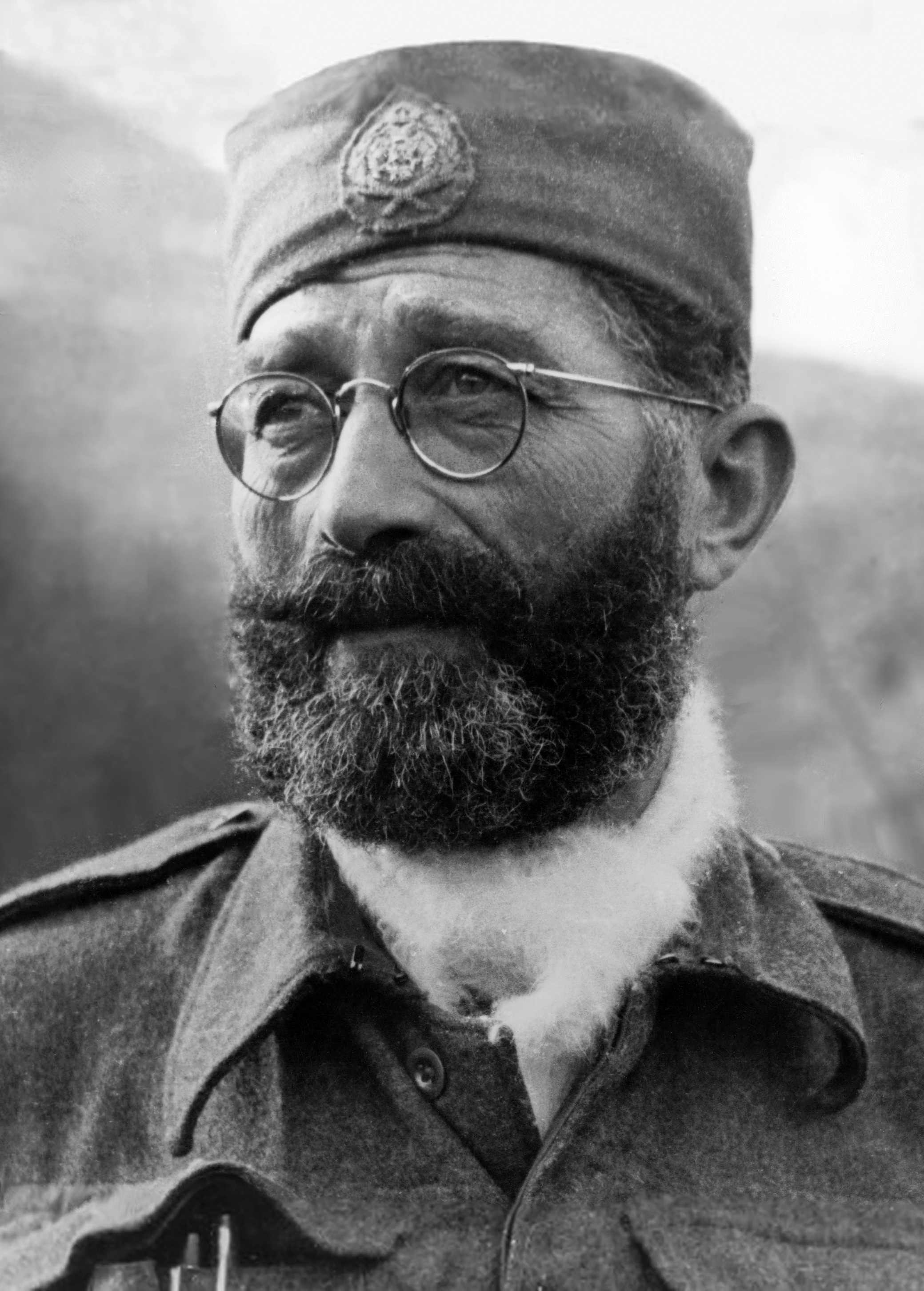
领导塞族军队的米哈伊洛维奇

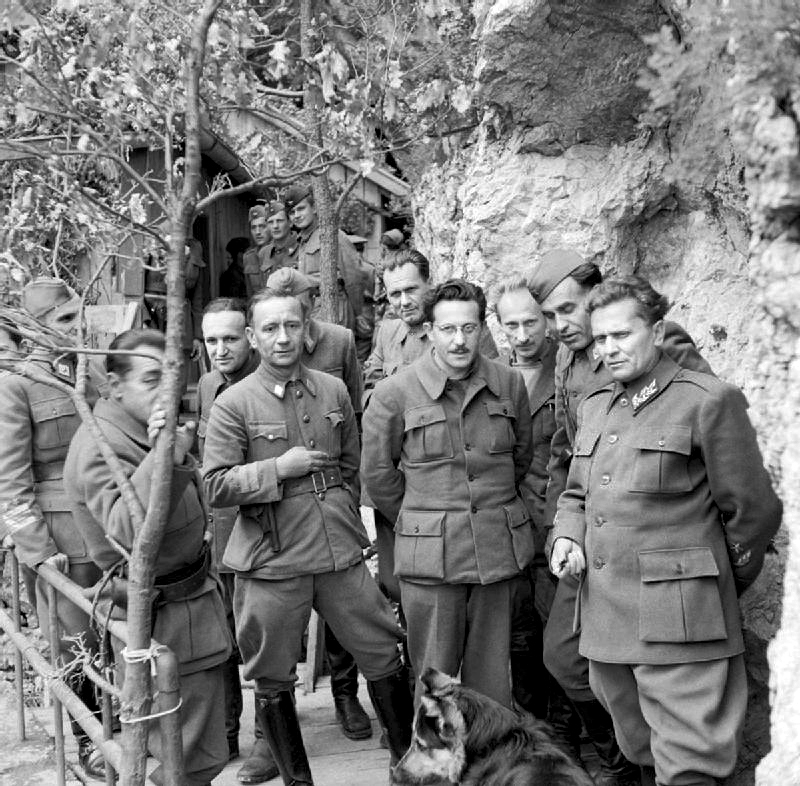
1944年的铁托（最右侧）

在之後的衝突中，南斯拉夫遊擊隊員在道義上取得勝利，他們只獲得同盟國有限的物質支持，誰在這之前一直支持由德拉查·米哈伊洛維奇將軍領導的塞爾維亞遊擊隊，但在戰爭期間相信他們雙方互相協作收集許多情報。 
為收集情報，西方同盟國的代表被派來滲入南斯拉夫遊擊隊和塞爾維亞遊擊隊。通過與抵抗組織交流收集情報對補給成功至關重要，對盟軍在南斯拉夫的戰略有重要影響 。收集情報工作最終導致他們对南斯拉夫遊擊隊认同和对塞爾維亞遊擊隊的失望。在1942年雖然補給供應是有限的，象徵性的支持同時被送往兩個抵抗組織。在新的一年裡，將出現變化。德軍實施施瓦茨行動（蘇積斯卡河戰役，第5次反南斯拉夫遊擊隊攻勢），是一系列攻勢的其中之一，目的是消滅抵抗力量，當時英國派遣威廉·迪肯到來，以收集資料。 
他的報告中包含兩個重要的意見。首先是南斯拉夫遊擊隊是勇敢和積極的与德軍第1山地師和德軍第104輕步兵師作戰，遭受重大傷亡和需要增援。第2個意見是，整個德軍第1山地師已經從俄羅斯利用過境鐵路線通過塞爾維亞遊擊隊控制的領土轉移至這裡。英國截取（ULTRA）的德國情報信息證實塞爾維亞遊擊隊行為膽怯。即使到今天，許多情況下、事實及動機仍不清楚，情報報告導致盟軍加快在南斯拉夫空中支援和轉移政策。1943年9月在邱吉爾的要求下，斯菲茨·麥克林準將空降至狄托在德爾瓦爾附近的總部擔任與南斯拉夫遊擊隊連繫正式常任連絡官員。雖然塞爾維亞遊擊隊偶爾仍然收到補給，但南斯拉夫遊擊隊將得到大部分的援助。
因此在德黑蘭會議後南斯拉夫遊擊隊被同盟國正式承認為合法的民族解放力量，盟軍隨後更建立了巴爾幹空軍 （根據斯菲茨·麥克林準將的建議），其目的是提供更多的物資和戰術空中支援給狄托元帥的南斯拉夫遊擊隊。 
在1944年1月狄托的部隊未能成功攻佔巴尼亞盧卡。但是儘管狄托是被迫撤回，米哈伊洛維奇和他的部隊也被西方媒體的注意到缺乏行動。1944年6月16日南斯拉夫遊擊隊與國王彼得二世的南斯拉夫流亡政府在維斯島簽署了鐵托-蘇巴希奇協定。這項協議是試圖形成一個將包括共產黨人和保皇黨人士的新南斯拉夫政府。它要求流亡政府與南斯拉夫遊擊隊的阿夫諾伊合併。狄托-蘇比錫協議還呼籲所有斯洛文尼亞人、克羅埃西亞人和塞爾維亞人加入南斯拉夫遊擊隊。該游擊隊被王國政府承認作為南斯拉夫的正規軍，米哈伊洛維奇和許多塞爾維亞遊擊隊拒絕接聽電話。 
在1945年3月30日至4月8日之間，米哈伊洛維奇將軍的塞爾維亞遊擊隊最後試圖將自己建立為在南斯拉夫對軸心國的一個可信的打擊力量。塞爾維亞遊擊隊與烏斯塔沙及克羅埃西亞國民警衛隊的聯合部隊交戰。當時這一仗是攻打在巴尼亞盧卡附近的克羅埃西亞獨立國。該戰役以克羅埃西亞獨立國部隊獲勝而結束。

### 盟軍在巴爾幹的攻勢

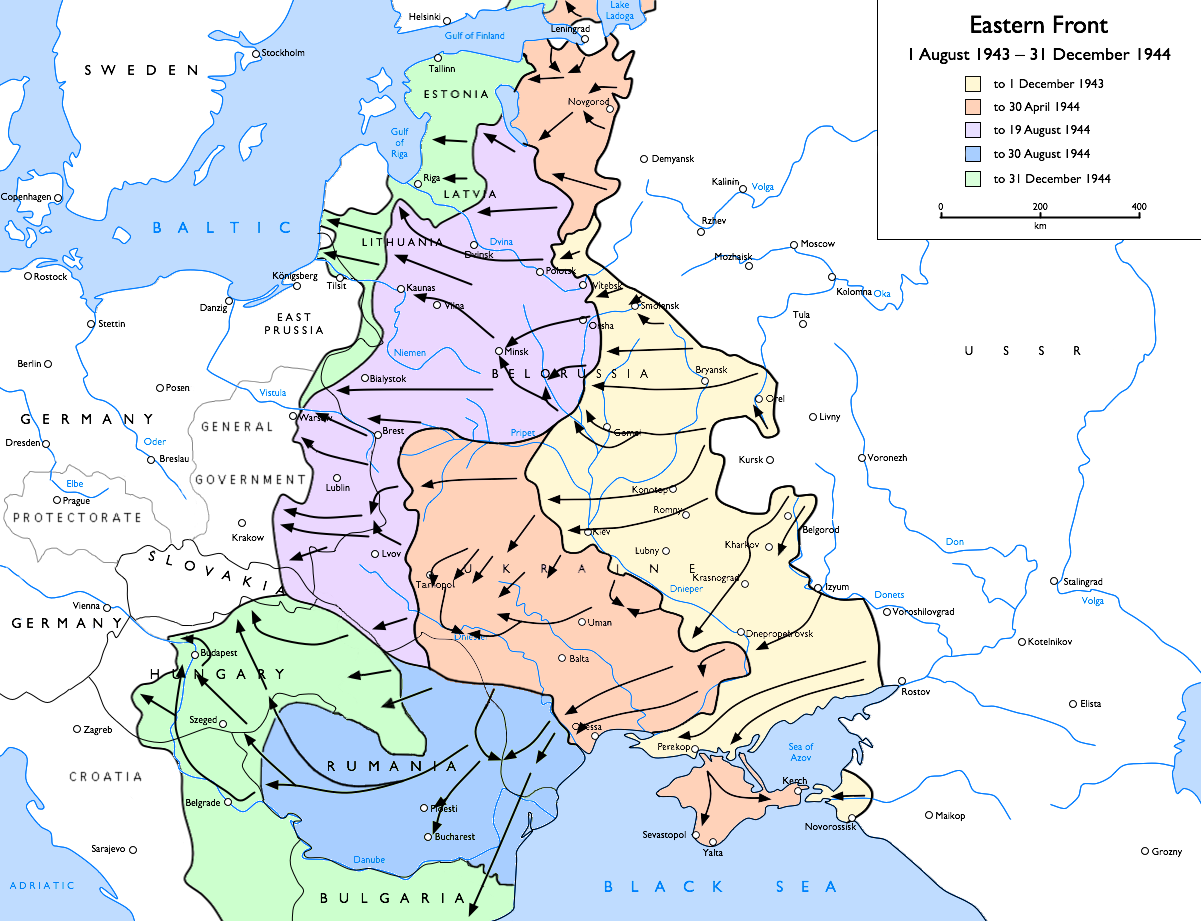
蘇軍從1943年8月1日至1944年12月31日之攻勢示意圖:
至1943年12月1日
至1944年4月30日
至1944年8月19日
至1944年12月31日

在1944年8月羅馬尼亞政變，安東內斯庫的法西斯政權倒台，羅馬尼亞王國倒戈盟軍並退出戰爭，羅馬尼亞軍隊被置於蘇聯紅軍的指揮之下。羅馬尼亞部隊攻擊德軍，參加了布拉格攻勢。9月8日蘇軍進入保加利亞王國，保加利亞發生共產主義政變後亦倒戈盟軍退出戰爭，並在9月10日對德國和匈牙利宣戰。德國派出較弱的師團入侵保加利亞但很輕易被擊退。在馬其頓，保加利亞軍隊被德國軍隊所包圍和被高級軍事指揮官背叛，迫使他們邊戰邊退回到舊日的保加利亞邊境。3個保加利亞軍團（總數約455,000人）在1944年9月下旬得到托狄及南斯拉夫遊擊隊的同意下進入南斯拉夫，並從索非亞移至尼什和斯科普里一線以實施阻止德軍撤出希臘的戰略任務。塞爾維亞東部及南部和馬其頓於兩個月內被解放和擁有130,000人強大兵力的保加利亞第1軍團繼續向匈牙利推進。
同時在盟軍的空中支援和蘇聯紅軍的幫助下，南斯拉夫游擊隊把他們的注意力轉移至塞爾維亞救國政府身上，該國是塞爾維亞軸心國的第五縱隊。該地區的戰鬥在1941年烏日策共和國垮台以來相對較少（參見第一次反南斯拉夫游擊隊攻勢）。10月16日匈牙利退出戰爭失敗，使德國佔領了匈牙利。20日紅軍和南斯拉夫游擊隊在一次聯合進攻中解放貝爾格勒。在冬季到來時，南斯拉夫游擊隊有效地控制了整個南斯拉夫、塞爾維亞東部地區的一半、瓦尔达尔马其顿、黑山以及大多數的達爾馬提亞海岸。德意志國防軍和由烏斯塔莎控制的克羅埃西亞獨立國部隊在整個1944至1945年的冬季堅守斯雷姆戰線。為了提高南斯拉夫游擊隊的兵力，狄托宣布大赦所有在1944年12月31日前投誠的賣國勢力成員。

### 南斯拉夫遊擊隊的全面進攻
1945年3月20日南斯拉夫遊擊隊在莫斯塔爾、維謝格拉德、雷特瓦地區發起了總攻擊。隨著大片的波斯尼亞，克羅埃西亞和斯洛文尼亞農村地區被南斯拉夫遊擊隊控制，最後的進攻行動包括將這些領土連接在一起和攻佔主要城市和公路。在這次總攻中狄托元帥指揮遊擊隊約80萬人分為4個軍團 ：在第1軍團由達普·切維奇指揮、第2軍團由科賈·波波維奇指揮、第3軍團由科斯塔·纳瓦指揮和第4軍團由佩塔·德拉普辛指揮。此外，南斯拉夫遊擊隊還有8個獨立軍（第2、第3、第4、第5、第6、第7、第9和第10軍）。 
面對南斯拉夫遊擊隊的是德國將軍亞歷山大·勒爾的德國E集團軍，這個集團軍有7個軍（第15山地軍、第15哥薩克軍、第21山地軍、第34軍、第69軍和第68軍）。這些部隊包括17個被削弱的師團（第1哥薩克師、第2哥薩克師、武裝親衛隊第7師、第11空軍野戰師、第22、第41、第104、第117、第138、第181、第188、第237、第297、第369步兵師、第373克羅埃西亞人、第392克羅埃西亞人和武裝親衛隊第14烏克蘭師）。除了這7個軍外，軸心國還有海軍和空軍殘餘力量，但不斷遭受由英國皇家海軍、皇家空軍和美國陸軍航空軍的襲擊，和強有力的警察部隊，以確保後方。
克羅埃西亞獨立國的軍隊在1944年11月進行了改組，其部隊與烏斯塔沙和克羅地亞國民警衛隊的單位合併為18個師，其中包括13個步兵師、2個山地師、2個攻擊師和1個克羅埃西亞後補師，每一個師都裝備了機動火砲和其他支援單位，還有幾個裝甲單位。從1945年年初起，克羅埃西亞各師團被分配到德軍數個軍及從1945年3月起防衛南部戰線。
克羅埃西亞獨立國空軍和克羅埃西亞空軍軍團各單位的，由東部陣線撤回以提供了某種程度的空中支援（對地、戰鬥機和運輸）直到1945年5月，更有時遇到及擊敗英國皇家空軍、美國陸軍航空軍和蘇聯空軍的空中攻擊。至1945年3月德軍仍提供最新式的德國Bf 109G和K型戰鬥機給它們。
塞爾維亞單位包括塞爾維亞救國政府屬下的塞爾維亞國民警衛隊和塞爾維亞志願軍殘餘。甚至有一些斯洛文尼亞國民警衛隊（Slovensko domobranstvo，SD）的單位，仍然完好無缺地駐守在斯洛文尼亞。
1945年3月底在向克羅埃西亞軍隊司令部知道，儘管戰線仍然完好，它們最終將因缺乏彈藥而戰敗。出於這個原因，它們決定撤退至到奧地利，以向從義大利向北推進之英國軍隊投降。
在總攻擊實施的第1天，比哈奇被南斯拉夫遊擊隊解放。第4軍團在佩塔·德拉普辛的指揮下，攻破了第15武裝親衛隊騎兵軍的防線。4月20日德拉普辛解放了利卡和克羅埃西亞沿海地區，其中包括一些島嶼，並到達舊南斯拉夫接壤與義大利的邊界。5月1日，在攻佔由德國第68軍防守、由前義大利控制的里耶卡和伊斯特里亞後，南斯拉夫第四軍團在同一天於伊斯特拉半島同西方盟軍會師。
南斯拉夫第2軍團在科賈·波波維奇的指揮下，4月5日強行渡過波斯納河，攻佔了多博伊，並到達了烏納河。5月8日南斯拉夫第2軍團，連同南斯拉夫第1軍團的單位，攻佔了薩格勒布。在4月6日南斯拉夫遊擊隊第2、第3和第5軍從德國第21軍手中收復了薩拉熱窩。
4月12日南斯拉夫第3軍團在科斯塔·拿華的指揮下，強行渡過雷特瓦河。第3軍團然後通過波德拉維那成扇形展開，到達薩格勒布以北地區，並在德拉沃格勒地區越過舊日奧地利同南斯拉夫之間的邊境。第3軍團封鎖了周圍的敵軍，其前進的機動支隊與第4軍團的支隊在克恩顿會師。
同是在4月12日南斯拉夫第1軍團在達普·切維奇的指揮下，滲入德國第34軍在斯雷姆的防線。4月22日第1軍團粉碎了防禦工事和向薩格勒布推進。在聯同第2軍團攻佔薩格勒布後，兩個軍團向斯洛文尼亞前進。

### 最後行動
5月2日柏林失陷。在1945年5月7日德國無條件投降及歐洲戰爭正式結束。義大利已經於1943年投降、保加利亞在1944年9月8日投降，而匈牙利在1945年2月，布達佩斯陷落後投降。儘管德國投降，但仍有零星的戰鬥在南斯拉夫發生。5月7日薩格勒布被解放，5月9日馬里博爾和盧布爾雅那被南斯拉夫遊擊隊攻佔。德國E集團軍總司令亞歷山大·勒爾將軍於1945年5月9日即星期三在斯洛文尼亞華倫積附近的Topolšica被迫簽訂其指揮下的部隊的全體投降書，只有在克羅埃西亞和其他反南斯拉夫遊擊隊的勢力依然存在。 
從5月10日到5月15日南斯拉夫遊擊隊在克羅埃西亞和斯洛文尼亞其它地區繼續面對來自克羅埃西亞人和其他反南斯拉夫遊擊隊的部隊抵抗。在波加那戰役，是第二次世界大戰中在歐洲的最後一場戰役，於5月14日在斯洛文尼亞Prevalje附近的波加那展開，及在1945年5月15日結束。這是最後的高潮和一系列南斯拉夫遊擊隊和大量（超過30,000人）德軍（德意志國防軍）、克羅埃西亞烏斯塔沙、克羅埃西亞國民警衛隊（哈瓦斯科本土防衛軍）、斯洛文尼亞國民警衛隊（本土防衛軍），和其他反南斯拉夫遊擊隊部隊企圖撤退到奧地利。

### 總結
在1945年5月15日克羅埃西亞國民警衛隊、烏斯塔沙、武裝親衛隊第15哥薩克騎兵軍和塞爾維亞國民警衛隊之殘餘和塞爾維亞志願者軍 ，向英國軍隊投降。克羅埃西亞人試圖根據日內瓦公約內的條款跟英國談判投降，但是沒有被理會。克羅埃西亞獨立國在1943年1月20日已加入該公約，並被確認這是“好戰者”，也就是說，作為在戰場擁有武裝部隊的一個民族國家。所有簽署該公約的國家，其中包括英國和美國，均被告知這一確認。5月5日在帕爾馬（伊斯特里亞西北50公里的裡雅斯特），2,400和2,800名塞爾維亞志願軍士兵向英軍投降。5月12日另外2500名塞爾維亞志願軍士兵在雷特瓦河的Unterbergen向英軍投降。
在5月11日至12日在奧地利克拉根福的英軍，受到南斯拉夫遊擊隊的襲擊。在貝爾格勒，英國駐南斯拉夫大使向狄托領導的南斯拉夫聯合政府遞交了照會，要求南斯拉夫軍隊撤出奧地利。在5月15日狄托把在奧地利的遊擊隊置於盟軍控制之下。幾天後，他同意撤回遊擊隊。5月20日在奧地利的南斯拉夫軍隊已開始撤出。 
大約在6月1日向英軍投降的大多數塞爾維亞國民警衛隊、塞爾維亞志願軍、克羅埃西亞國民警衛隊，烏斯塔沙民兵和武裝親衛隊第15哥薩克騎兵軍士兵，被英軍移交給南斯拉夫聯合政府，這行動代號為駁船行動。南斯拉夫遊擊隊以殘酷手段對待戰俘，被稱為布雷堡屠殺。6月8日美國、英國及南斯拉夫同意控制的裡雅斯特。
1945年3月8日南斯拉夫聯盟政府在貝爾格勒成立與狄托出任首相和伊萬·舒巴希奇作為外交部長。國王彼得二世同意在結束統治流亡之前等待全民公決結果。11月29日，根據壓倒性投票結果，彼得二世被南斯拉夫制憲大會廢黜。同一天在貝爾格勒舉行的南斯拉夫議會第一次會議期間，南斯拉夫聯邦人民共和國據此建立了一個社會主義國家。約瑟普·布羅茲·狄托被任命為總理。 
1946年3月13日米哈伊洛維奇被南斯拉夫國家安全部（Odsjek Zaštite Naroda，OZNA）拘捕 。從同年6月10日到7月15日他被指控違反叛國和戰爭罪。在7月15日他被認定有罪並被判處死刑並槍決。在7月16日一個要求寬大處理的上訴被國民議會主席團駁回。在7月18日清晨米哈伊洛維奇，連同9名塞爾維亞遊擊隊其他人員，在Lisičiji Potok被處決。這基本上結束了二次大戰屬於共產黨的南斯拉夫遊擊隊和保皇派的塞爾維亞遊擊隊之間的內戰。

## 戰爭罪行

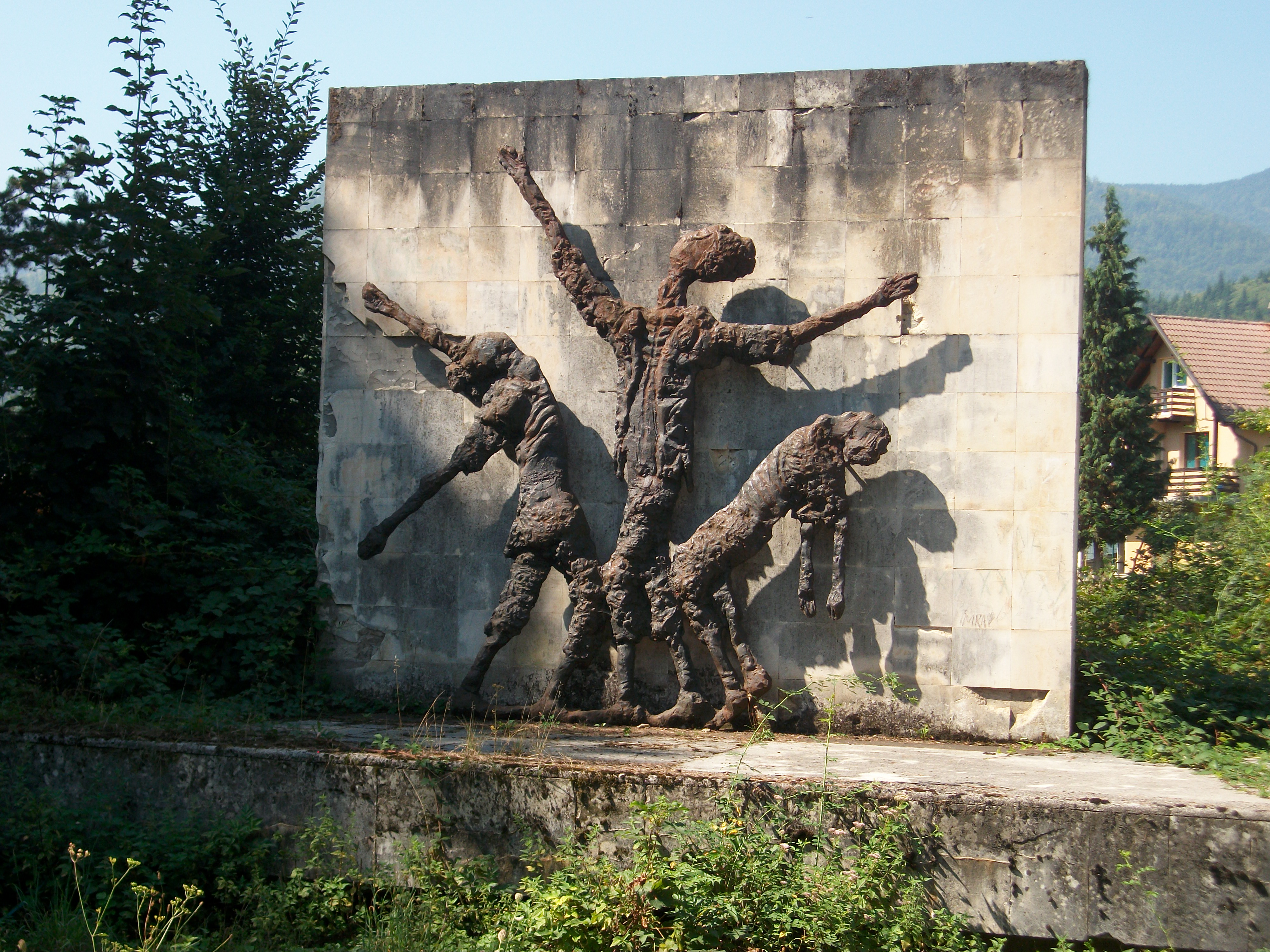
现今位于波黑維泰茲的南斯拉夫纪念碑，纪念二战中在集中营被乌斯塔莎杀害的人

官方的南斯拉夫戰後估計二戰期間在南斯拉夫的受害者數量是1,740,000人。然而，這1,740,000人的數字，後來被爭議為被故意誇大以向德國爭取賠償。德國拒絕支付賠償，直到能提供受害者的名字，而下面的另一項調查顯示，只有約600,000人，受害人的名字可以查明。隨後的數據收集在1980年代由歷史學家弗拉基米爾·德扎季奇和博戈柳布·科喬維奇進行，實際的死亡人數約為1,000,000人。雙方基於獨立，不相關的研究得出的數字幾乎相等。
這些數字後來被弗拉德塔·武科維奇教授證實德扎季奇和科喬維奇提供的數字正確，他是一名在1946年出版南斯拉夫正式文件的塞爾維亞作者。 武科維奇說，他計算人口上的損失是1,700,000人（例如除那些沒有出生、死於飢餓、疾病等），後來這個數字被解釋為實際受害者的人數和南斯拉夫代表團在該年稍後在巴黎和平會議提出。而德扎季奇及科喬維奇的有關南斯拉夫在戰爭期間損失之數字被美國大屠殺紀念博物館接受。
其它資料來源亦證實了他們的數字正確：
|  | 1948年(南斯拉夫)人口普查的詳情是保密的，但在與德國進行談判時，很明顯的真正的死亡數字是大約1,000,000人。而美國在1954年的研究計算出是1,067,000人。隨著狄托於1980年逝世，1948年的普查結果可與在1931年的普查結果作比較，根據不同社區的出生率和移民的人數作出。首創該研究的教授是科喬維奇 ，他是一名居住在西方的塞爾維亞人，其研究成果在1985年1月發表，他評估的死亡人數為1,014,000人。同一年晚些時候塞爾維亞科學和藝術院會議聽取了這一數字是1,100,000人。在1989年弗拉基米爾·德扎季奇，一個生活在薩格勒布的克羅埃西亞人，借助薩格勒布猶太社區，公布了他的計算是1,027,000人，這樣的數字是大約100萬人在南斯拉夫現在普遍被接受。 |

### 根據不同種族的受害者統計
| 國籍         | 1946年    | Kočović   | Žerjavić  | 根據名字 |
| ------------ | --------- | --------- | --------- | -------- |
| 阿爾巴尼亞人 | 4,000     | -         | -         | -        |
| 波斯尼亞人   | 100,000   | 86,000    | 103,000   | 32,300   |
| 克羅埃西亞人 | 410,000   | 207,000   | 210,000   | 103,257  |
| 德國人       | -         | 26,000    | 28,000    | -        |
| 匈牙利人     | 3,000     | -         | -         | -        |
| 猶太人       | 60,000    | 60,000    | 57,000    | 45,000   |
| 馬其頓人     | 6,000     | -         | -         | -        |
| 蒙的內哥羅人 | 50,000    | 50,000    | 20,000    | 16,276   |
| 斯洛伐克人   | 1,000     | -         | -         | -        |
| 斯洛文尼亞人 | 60,000    | 32,000    | 42,000    | 42,027   |
| 塞族人       | 880,000   | 487,000   | 530,000   | 246,740  |
| 土耳其人     | 686       | -         | -         | -        |
| 其他         | -         | 66,000    | 55,000    | 31,723   |
| 總數         | 1,703,686 | 1,014,000 | 1,027,000 | 597,323  |

### 南斯拉夫社會主義聯邦單位的受害者統計
| 聯邦共和國               | 1946年  |
| ------------------------ | ------- |
| 社會主義共和國           | 690,000 |
| 克羅埃西亞社會主義共和國 | 630,000 |
| 科索沃社会主义自治省     | 14,000  |
| 馬其頓社會主義共和國     | 17,000  |
| 蒙特內哥羅社會主義共和國 | 50,000  |
| 斯洛維尼亞社會主義共和國 | 60,000  |
| 塞爾維亞社會主義共和國   | 170,000 |
| 伏伊伏丁那社会主义自治省 | 40,000  |

在德意志聯邦共和國（西德）拒絕向1,700,000名戰爭受害者支付戰爭賠款後，南斯拉夫聯邦統計局於1964年建立了一個詳細清單受害者(帶姓名)。
| 聯邦共和國 | 死亡人數 | 生還者  |
| ---------- | -------- | ------- |
|            | 177,045  | 49,242  |
|            | 194,749  | 106,220 |
| 北馬其頓   | 19,076   | 32,374  |
| 蒙特內哥羅 | 16,903   | 14,136  |
| 斯洛維尼亞 | 40,791   | 101,929 |
| 塞爾維亞   | 97,728   | 123,818 |
| 科索沃     | 7,927    | 13,960  |
|            | 41,370   | 65,957  |
| 受害者總數 | 597,323  | 509,849 |

在為數597,323名已知姓名的被殺害人士之外，聯邦統計局為對未知受害者的數據增加了20%至30%的人數（所謂的缺陷報告），共有750,000至780,000人被納粹德國、義大利、匈牙利、保加利亞或奎斯林部隊殺害，連同估計有20萬死亡的合作者和奎斯林部隊，總數將達到約100萬人。此列表之編譯按德意志聯邦共和國的要求，在1964年被宣布為國家秘密，第1次只是在1989年出版。

## 部隊
在第二次世界大戰期於南斯拉夫領土上有一些地方上的派別和民兵十分活躍。它們包括： 
同盟國
- 南斯拉夫遊擊隊
  -  馬其頓人民解放軍（南斯拉夫遊擊隊在馬其頓的派別）

軸心國
- 塞爾維亞遊擊隊
  - 反共產主義志願民兵
  - 柯斯塔.皮卡納卡遊擊隊
- 克羅埃西亞獨立國（NDH）
  - 克羅埃西亞裝甲軍（HOS）
    - 烏斯塔沙民兵
    - 克羅埃西亞地方軍
    - 黑衫旅
    - 克羅埃西亞獨立國空軍
    - 克羅埃西亞空軍軍團

- 塞爾維亞救國政府 (德國傀儡)
  - 塞爾維亞國民警衛隊
  - 塞爾維亞志願軍
  - 俄羅斯解放軍

- 盧布亞納省（意大利本土省）
  - 白衫隊
  - 斯洛文尼亞地方軍
  - 死亡軍團
  - 上克拉尼斯卡地方軍
  - 斯洛文尼亞國家安全部隊

- 蒙特內哥羅王國（意大利傀儡）
  - 蒙特內哥羅遊擊隊（塞爾維亞遊擊隊派別）